# Tony de Graaff
Pour les articles homonymes, voir Graaff.
Antoine De Graaff, dit Tony, alias Grammont, alias Maurice, né le 14 août 1916 à Paris, mort le 31 décembre 1989 à Aurillac, est un résistant français et un agent des services spéciaux de la France libre.

## Biographie
Études au lycée Carnot de l’âge de 6 ans à la première, puis École Chauveau et Bac A (lettres-sciences). Né dans une famille de banquiers juifs d'origine hollandaise, il travaille alors dans la banque familiale de son père Louis De Graaff et son oncle Pierre Wellhoff.
Il décide de devancer l’appel et est incorporé le 26 avril 1937 au titre d’engagé volontaire à Paris Intendance, soldat de deuxième classe affecté à la base aérienne de Saint-Cyr-l'École comme secrétaire du Commandant Henri Manhès, ami de Jean Moulin.

### Drôle de Guerre et Débâcle
Mobilisé sur place à la base aérienne de Saint-Cyr, en 1939, à la fin de son service militaire  De Graaff est sous les ordres du commandant Henri Manhès. Au moment de la débâcle, Tony organise, pour le compte de Manhès, la sortie de la base des 1900 autos du parc de la base en les confiant à des civils, avec consigne de les conduire dans le Sud-Ouest. Puis il effectue, pendant le bombardement, le sabordage du dépôt de matériel militaire, l’incendie des réserves de carburant. Il sortira le dernier de la base. Ce fait d’arme de la part d’un sergent-chef lui vaudra La Croix de guerre avec palme et 2 étoiles.

### En Zone Sud
Démobilisé en août 1940, et toujours en relation avec Manhès, De Graaff cherche à contacter un cercle de résistants dans la région de Vichy. En octobre 1940, il milite au mouvement Compagnons de France (emploi de couverture). Il y organise sa première intervention active à la résistance avec la manifestation de Clermont Ferrand du 14 juillet 1941. Il quitte ce mouvement  en décembre 1941, pour rejoindre sa famille repliée à Lyon.
En novembre 1942, par l'intermédiaire de Manhès, De Graaff est mis en contact avec l'équipe de Jean Moulin alors délégué général du général de Gaulle en Zone Libre. Il assure la liaison avec son père chargé de convertir en Francs les Dollars et les Sterlings envoyés par Londres. De Graaff héberge parfois Moulin lors de ses séjours à Lyon.
En mars 1943, le général de Gaulle étend la mission de Moulin à la Zone Nord. Moulin charge alors Daniel Cordier de déménager à Paris pour y organiser et diriger le nouveau secrétariat central de la délégation, et il nomme à sa place Tony De Graaff pour diriger à Lyon le secrétariat de la Zone Sud. Cordier ayant emmené à Paris la majorité de son équipe (Laure Diebold, Hugues Limonti, Georges Archimbaud, Louis Rapp, Jean-Louis Théobald et Suzanne Olivier), De Graaff dispose de Hélène Vernay (secrétariat) et Laurent Girard (courrier). Tony de Graaff entre alors dans la clandestinité totale et va habiter, avec son épouse, 22 rue du Commandant Charcot à Lyon. Il devient agent de liaison et organise les « courriers » entre les zones Sud et Nord - chaque jour Joseph Van Dievort (pseudonyme « Léopold ») fait le trajet Lyon-Paris et Suzanne Olivier fait le trajet inverse - ainsi que la préparation et la transmission des courriers envoyés à Londres. Il organise les liaisons, sécurise les contacts, distribue les fonds, fait établir les faux papiers, trouve locaux et matériels.
Le 21 juin 1943, Jean Moulin déjeune avec Tony chez qui il avait passé la nuit. C’est le dernier repas que Jean Moulin a pris avant son arrestation… (d’où les témoignages de Tony De Graaff aux procès intentés à Hardy).
Après le coup de filet de Caluire, De Graaff met en demi sommeil son service mais reste à son poste jusqu'en octobre 1943, quand ses camarades (dont Georges Bidault) le persuadent de partir pour la Grande-Bretagne, depuis août sa tête est en effet mise à prix (50 000 francs) par le Sipo-SD. Le 24 août 1943, il s’envole pour l’Angleterre à partir d’un terrain d’aviation de fortune près de Macon et rejoint la France Libre. Pierre Lambert lui succède pour diriger le secrétariat de la délégation à Lyon.
Le 28 octobre 1943, son père, qui était toujours détenteur des fonds de la zone Sud, meurt au moment de son arrestation. Son épouse  est arrêtée puis ayant fait établir de faux papiers de séparation est relâchée. Sa mère, Suzanne, sa tante Édith, l'oncle Pierre sont internés. Transféré de la prison Montluc, l'oncle Pierre disparaît.
Sa  première semaine à Londres il la passera auprès des services de contre espionnage pour interrogatoire, puis plus tard un très long debriefing auprès du BCRA (2600 lignes dactylographiées). Il y relate les circonstances de l’arrestation de Caluire et l’organisation de la résistance Sud.
De Graaff est alors affecté au BCRA. Trois fois, il est parachuté en France. Après avoir participé au débarquement du 6 juin 1944, en étant le premier officier à entrer à Bayeux.
Il est nommé chef de mission au ministère des prisonniers, déportés et rapatriés d'Henri Freney. Dans ce cadre, il est chargé de mission auprès de l’Etat Major allié, avec le grade de général, pour rapatrier près de 8 millions de personnes prisonnières ou déportées alliées en évitant toute interférence avec le mouvement des troupes pendant la campagne d’Allemagne. Il réussit à ramener tout le monde en 90 jours, un exploit.
Ce travail terminé, il représentera la France dans les grandes réunions internationales (Nations Unies, UNRRA, Comité international des prisonniers, Croix rouge …).
En 1946, De Graaff retourne à la vie civile.

### Après-Guerre
Il décide de rester à Londres où pendant 18 ans il va représenter les industries aéronautiques françaises. Après le management puis  la création de quelques sociétés il sera l’agent des Établissements Bréguet, Sinaï, Ofema, Oga, Hurel Dubois… Il participe à la création de la Société Matra. 
En 1964 le président Chassagny le nomme Directeur des ventes, puis Lagardère le nomme Directeur commercial et responsable des contrats militaires et spatiaux, et enfin il sera nommé Conseiller du Président jusqu’en 1988 (72 ans).
En 1975, De Graaff, alors directeur commercial chez Matra, crée, avec l'appui du Rotary, une organisation humanitaire, Hôpital sans Frontières. Il s’agit d’apporter, au milieu des zones de combat du monde entier, des hôpitaux entièrement fonctionnels, infrastructures indispensables aux organisations telles que Médecins du monde. En 1977, Tony succède au professeur Debré à la présidence de cette association. Il restera 12 ans. Sous sa présidence des centaines d’hôpitaux ont été installés dans le monde.

## Reconnaissance
À sa mort, les honneurs militaires et les honneurs du gouvernement français lui ont été rendus.

## Distinctions
- Chevalier de la Légion d'honneur
- Croix de Guerre avec palmes
- Médaille de la Résistance avec rosette.